# 青春咖啡馆
《青春咖啡馆》（法語：Dans le café de la jeunesse perdue），又譯為《在青春迷失的咖啡館》，是2014年度诺贝尔文学奖得主帕特里克·莫迪亚诺的代表作，出版于2007年，是他的第25部作品，被法国著名的《读书》杂志评为“2007年度最佳图书”。
中译本经由翻译家金龙格翻译，因为“很好地领悟了原作的精神，很好地把握了这本书和该书作者原来的味道和风格”而获评委全票通过，荣获2011年度傅雷翻译出版奖。莫迪亚诺获诺贝尔奖之后，该书风靡一时，连续八周荣登开卷虚构类畅销书榜以及国内各大书城畅销书榜。

## 主要内容
在巴黎塞纳河左岸的拉丁区，靠近卢森堡公园的奥黛翁，有一家名叫孔岱的咖啡馆，吸引着一群十八到二十五岁的年轻人。在这群人中，有一个名叫露姬的年轻女子特别引人注目。作品围绕这名年轻女子的失踪展开，四位叙述者都以第一人称“我”的口吻，向读者娓娓讲述露姬短暂的人生经历。